# Мартин Сергій Васильович
Сергі́й Васи́льович Марти́н (21 травня 1991, м. Ужгород, Закарпатська область, Українська РСР — 17 червня 2014, сел. Металіст, Слов'яносербський район, Луганська область, Україна) — український військовослужбовець, солдат Збройних сил України.

## Життєпис
Сергій Мартин народився 1991 року в Ужгороді. батько працював робітником на заводі «Електродвигун», мати — продавцем. Закінчив ужгородську загальноосвітню школу № 6 ім. В. Гренджі-Донського, а у 2011 році — Карпатський університет ім. Августина Волошина. Сергій хотів працювати у правоохоронних органах, і коли його призвали на військову службу, 18 січня 2012 підписав контракт. З дитинства любив техніку, тож і військову спеціальність обрав відповідну — механік-водій БМП. Після підготовки в Навчальному центрі «Десна» служив в Ужгороді. У лютому 2014 року одружився.
Солдат, механік-водій гірсько-піхотного відділення гірсько-піхотного взводу гірсько-піхотної роти 15-го окремого гірсько-піхотного батальйону 128-ї окремої гірсько-піхотної бригади, в/ч А1778, м. Ужгород.
У зв'язку з російською збройною агресією проти України в березні 2014 року підрозділ Сергія був направлений на Чернігівщину для підсилення охорони кордону, а 21 травня — на Луганщину, де чергував на блок-постах, здійснював патрулювання колон військовиків, котрі були задіяні в антитерористичній операції.

### Обставини загибелі
17 червня 2014 року військова колона сил АТО, що рухалась польовими дорогами на ротацію до блокпосту, була обстріляна із засідки з гранатометів та великокаліберних кулеметів поблизу селища Металіст під Луганськом. В бою загинув ужгородець молодший сержант Олександр Попадинець, і механік-водій солдат Михайло Куля. За наказом командира 11 бійців на трьох бронемашинах вирушили на допомогу. Під'їхавши до місця бою, вони побачили підбиту техніку біля лісопосадки. Отримавши команду повертатися, механік-водій Сергій Мартин різко розвернув машину, і в цю мить у бік вдарив снаряд, що вилетів з заростей. Сергій спробував завести підбиту БМП, але ще один кумулятивний снаряд практично впитул ударив в лоб і, пробивши броню, буквально розірвав навпіл механіка-водія. Машину відкинуло в лісопосадку, гармату заклинило, але бійці продовжували відстрілюватись, поки не закінчилися набої. Вони були захоплені у заручники терористами.
Того дня у боях біля Металіста загинули також 9 десантників 80-ї бригади та 4 бійців батальйону «Айдар», в заручники було захоплено добровольця «Айдару» Надію Савченко.
21 червня в Ужгороді провели в останню путь Сергія Мартина та Олександра Попадинця, їх поховали на Пагорбі слави міського цвинтаря «Кальварія».
Залишилися батьки Василь та Олена, брат Василь і вагітна дружина Юлія.

## Нагороди та звання
- 26 липня 2014 року — за особисту мужність і героїзм, виявлені у захисті державного суверенітету та територіальної цілісності України, вірність військовій присязі, відзначений — нагороджений орденом «За мужність» III ступеня (посмертно)[6].
- 19 вересня 2014 року присвоєне звання «Почесний громадянин м. Ужгорода» (посмертно)[7].

## Вшанування пам'яті
- В рамках декомунізації розпорядженням голови Закарпатської ОДА від 18 березня 2016 року вулицю Паризької Комуни в м. Ужгороді перейменовано на вулицю Сергія Мартина[8].
- У травні 2016 року в Ужгороді на фасаді ЗОШ № 6 ім. Гренджі-Донського встановлено меморіальну дошку на честь випускника школи Сергія Мартина[9].
- 28 червня 2016 року в Ужгороді на площі ім. майора В. Постолакі встановлено Меморіальний знак. На стелі викарбувані імена 18 загиблих земляків, серед яких і Сергій Мартин[10].